# Adolphe-Brücke

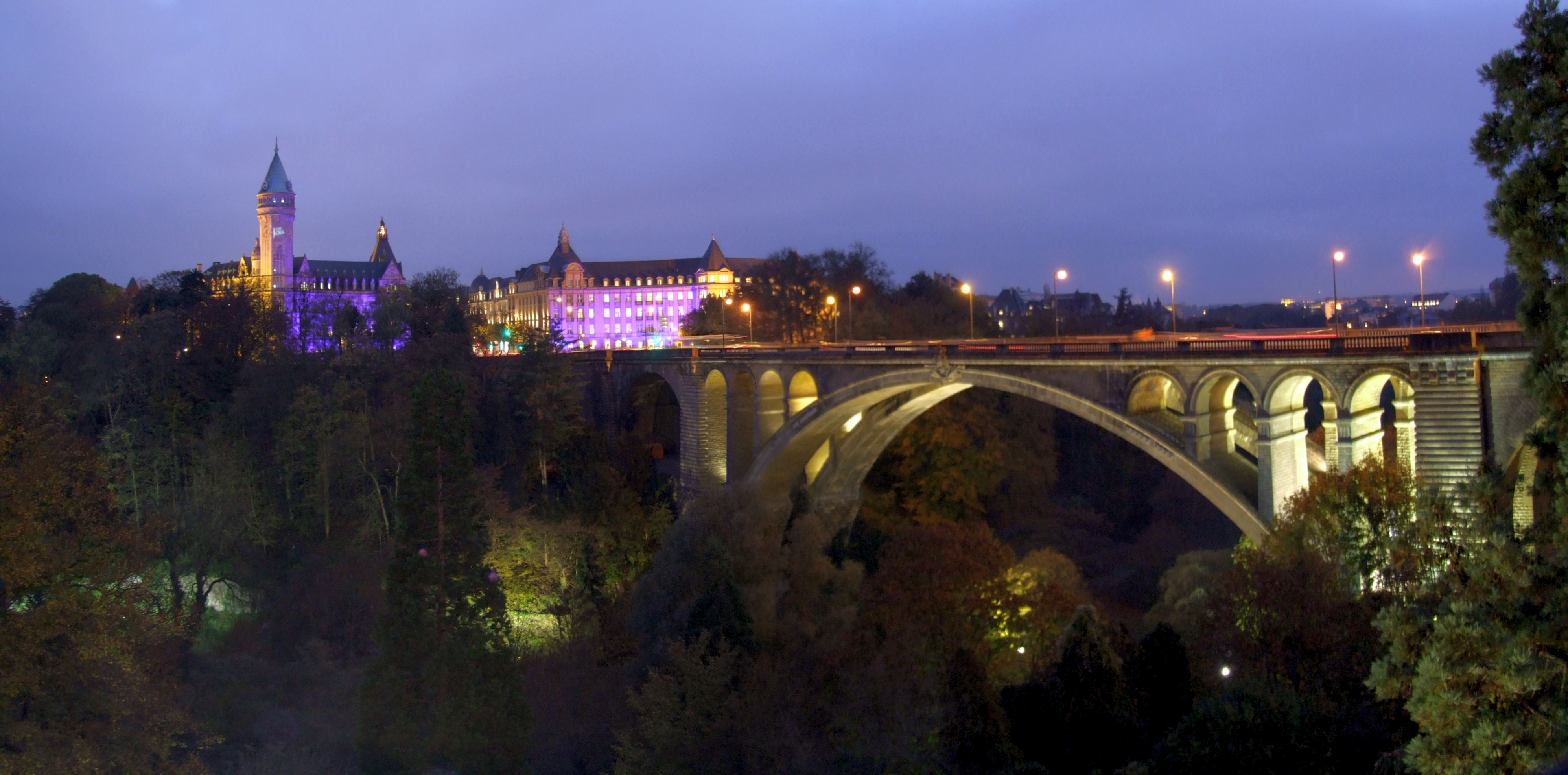
Die Adolphe-Brücke bei Nacht

Die Adolphe-Brücke (luxemburgisch Adolphe-Bréck, französisch Pont Adolphe, andere deutsche Schreibweise Adolph-Brücke, früher auch Adolfbrücke), auch „Neue Brücke“ genannt, quert das Petruss-Tal in Luxemburg und verbindet den Boulevard Royal in der Altstadt mit der Avenue de la Liberté im Bahnhofsviertel.
Sie ist benannt nach Großherzog Adolph und zählt zu den größten Steinbogenbrücken der Welt.

## Beschreibung
Die Adolphe-Brücke dient dem allgemeinen Straßenverkehr zwischen der Altstadt und dem Bahnhofsviertel. Ursprünglich ermöglichte sie auch einer vom Volksmund Charly genannten Schmalspurbahn Luxemburg–Echternach die Überquerung des Petruss-Tales. Die am 10. Dezember 2017 zum Teil eröffnete Straßenbahn „Stater Tram“ fährt seit dem 13. Dezember 2020 ebenfalls über diese Brücke. Bei der letzten Sanierung wurden dazu bereits Schienen verlegt.

### Technische Angaben
Die 153 m lange Brücke besteht aus einem mächtigen Doppelbogen mit einer Spannweite von 84,55 m, der das Petruss-Tal in einer Höhe von 42 m überquert. Allein für diese zwei Mittelbögen wurden 2850 m³ Gilsdorfer Sandstein verwendet. Auf den beiden Seiten dieses Doppelbogens sind je vier 5,40 m weite Sparbögen zur Stützung der Brückenplatte aufgeständert. Die Doppelbögen werden beiderseits von starken Pfeilern und 21,60 m weiten Doppelbögen über den Hängen des Tales eingerahmt. Die beiden Doppelbögen haben einen Abstand von 6 m voneinander; sie sind am Kämpfer 6,12 m und am Bogenscheitel 5,32 m breit. Jeder Bogen ist am Kämpfer 2,16 m stark und verjüngt sich zum Bogenscheitel auf 1,44 m. Diese aus Steinen gemauerte Konstruktion trägt eine Brückenplatte aus Stahlbeton, die von Balustraden begrenzt wird. Ursprünglich war die Brückenplatte rund 16 m breit; bei einer Erneuerung 1961/62 wurde sie verbreitert auf 17,20 m innerhalb der Balustraden. Sie hat gegenwärtig vier Fahrstreifen und je einen von einem erhöhten Randstein geschützten Gehweg.

### Bedeutung für die Entwicklung des Brückenbaus
Die Brücke wurde nach Plänen von Paul Séjourné gebaut und gilt als sein Meisterwerk, mit dem er internationale Anerkennung erreichte. Sie war zum Zeitpunkt ihrer Errichtung die größte Steinbogenbrücke der Welt. Ihr wichtigstes Merkmal ist die Auflösung des einheitlichen, breiten Brückenbogens in zwei schmale, parallel nebeneinander stehende Bögen, die nacheinander gebaut wurden, sodass nur ein schmales Lehrgerüst notwendig war, das zweimal verwendet werden konnte. Das als Sprengwerk konzipierte Lehrgerüst wurde nicht in seiner vollen Breite auf dem Talboden aufgestellt, sondern nur von einem schmalen Mittelpfeiler gestützt und im Übrigen an den Widerlagern abgestützt und mit Drahtseilen versteift, was weitere erhebliche Einsparungen ermöglichte. Die auf dem großen Bogen aufgeständerten offenen Sparbögen führten ebenfalls zu einer Gewichtsersparnis gegenüber den früher üblichen, massiven Bögen mit verfüllten Zwickeln. Mit der Brückenplatte aus dem damals noch neuartigen Stahlbeton konnte der Zwischenraum zwischen den Doppelbögen problemlos überdeckt und eine Fahrbahn geschaffen werden, die um ein Viertel breiter war als die beiden Bögen. Der Zwischenraum konnte außerdem für Kanalisationsleitungen genutzt werden. Paul Séjourné schuf damit einen Brückentypus, der vor allem bei Betonbrücken bald weltweite Verbreitung fand. Nur wenige Jahre später wurde das Design beim Bau der Walnut Lane Bridge in Philadelphia, Pennsylvania, USA verwendet, einer in den Jahren 1906 bis 1908 errichteten Betonbrücke mit ähnlichen Maßen. Er selbst wiederholte das Design bei der von 1908 bis 1912 gebauten, etwas kleineren Pont Sidi Rached in Constantine (Algerien).

## Geschichte

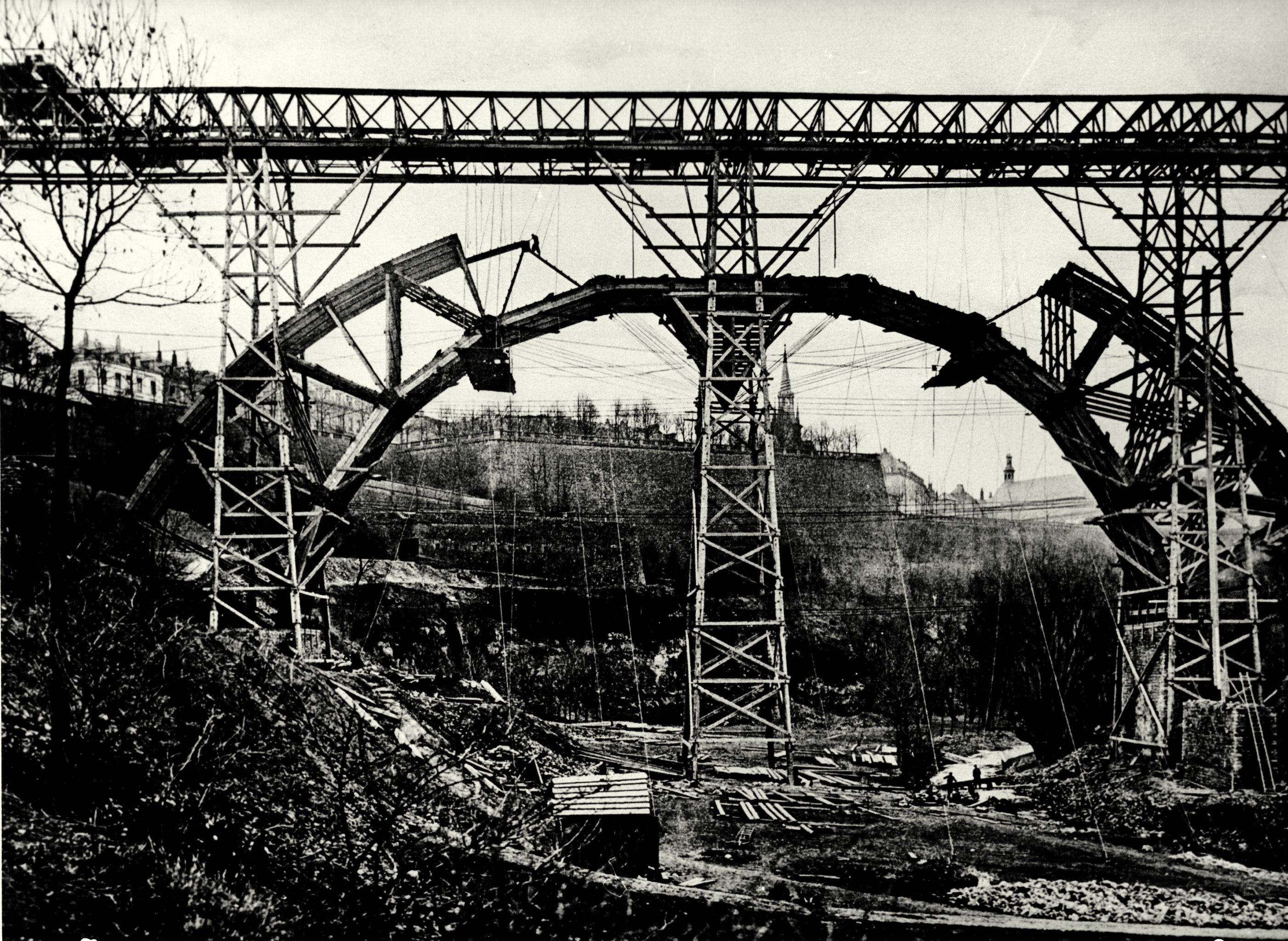
Bau der Adolphe-Brücke

Der Viadukt (Passerelle), ein 1859 bis 1861 erbauter Viadukt aus 24 Bögen wenige hundert Meter weiter östlich, erwies sich nach der Öffnung der Festung im Jahre 1867 bald als zu eng für den Verkehr der sich rasch ausdehnenden Stadt. 1896 wurden erste Pläne für eine Brücke unter der Leitung des luxemburgischen Ingenieurs Albert Rodange erstellt. In Anbetracht der Größe des Bauvorhabens hielt die Regierung es für sinnvoll, den ihr von der französischen Regierung empfohlenen Paul Séjourné als Experten für große Bogenbrücken hinzuzuziehen. Sein wichtigster Beitrag war sicherlich – neben zahlreichen anderen Änderungen – die Aufteilung der Brücke auf parallele Bögen.
Am 14. Juli 1900 legte Großherzog Adolph I. den Grundstein. Da bei dieser Brücke alle Materialien aus den hoch gelegenen Stadtvierteln angeliefert wurden, begann man mit einer Hilfsbrücke quer über das Tal, von der aus das Material zu seinem Bestimmungsort herabgelassen wurde. Der Stand der Bauarbeiten wurde von Anfang an regelmäßig von dem Luxemburger Hof-Photographen Charles Bernhoeft dokumentiert. Die Arbeiten an der Steinbogenbrücke wurden von Fougerolle Frères ausgeführt (das später im Unternehmen Eiffage aufging); die Stahlbetonplatte erstellte das Unternehmen von Edmond Coignet. Nach einer Bauzeit von drei Jahren wurde die Brücke am 24. Juli 1903 feierlich ihrer Bestimmung übergeben.
Den Namen „Neue Brücke“ (luxemburgisch „Nei Bréck“) bekam die Adolphe-Brücke zur Unterscheidung von der Passerelle, die auch „Alte Brücke“ („Al Bréck“) genannt wurde.
Zur Feier des hundertjährigen Bestehens der Adolphe-Brücke gab die luxemburgische Post 2003 eine Briefmarke zu 0,45 € heraus, die französische eine Marke zu 0,50 €.

## Sanierungen

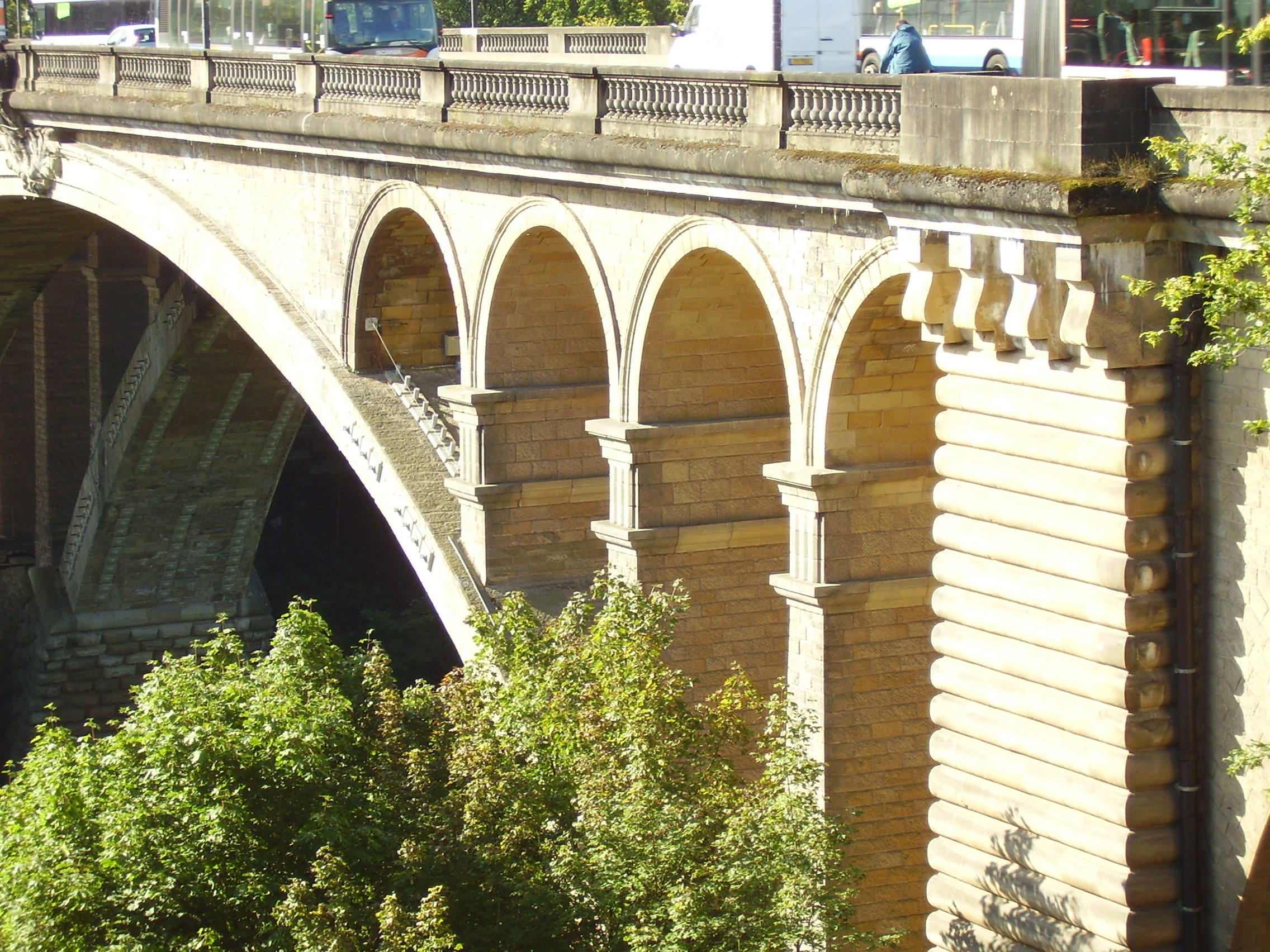
Adolphe-Brücke: Blick in die Sparbögen mit den Verankerungen

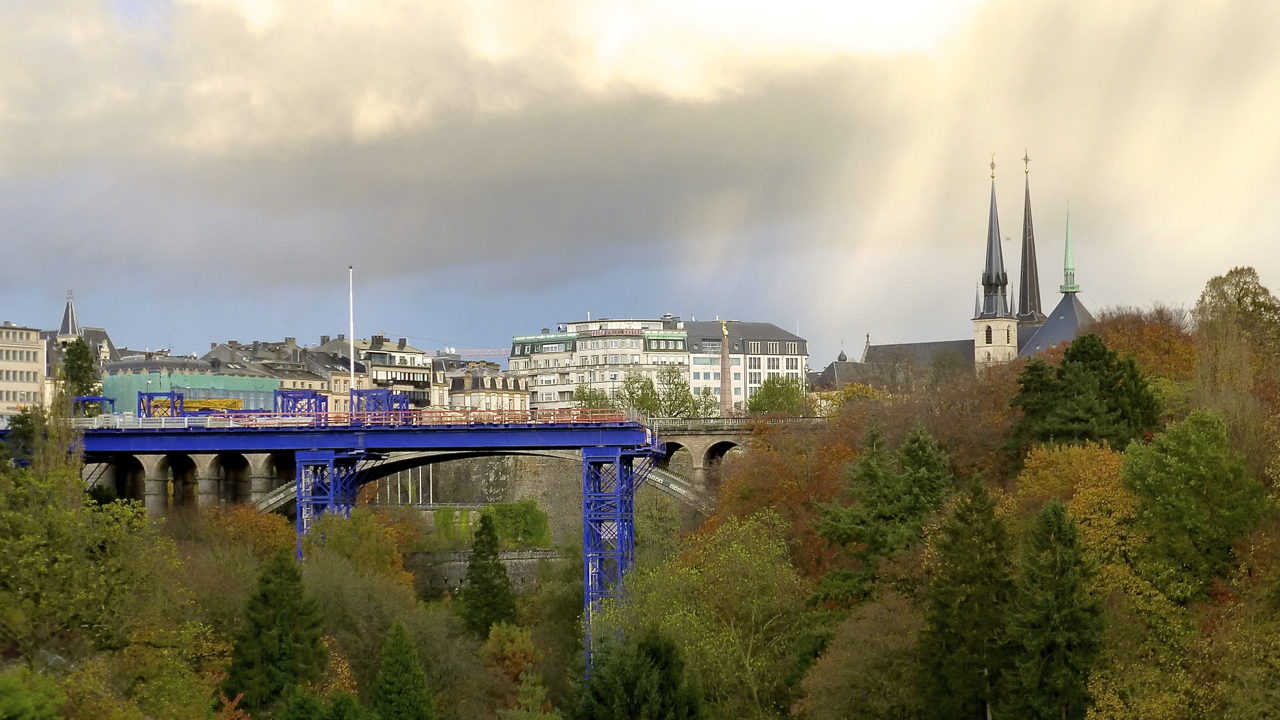
Blaue Behelfsbrücke (Blo Bréck) im November 2013

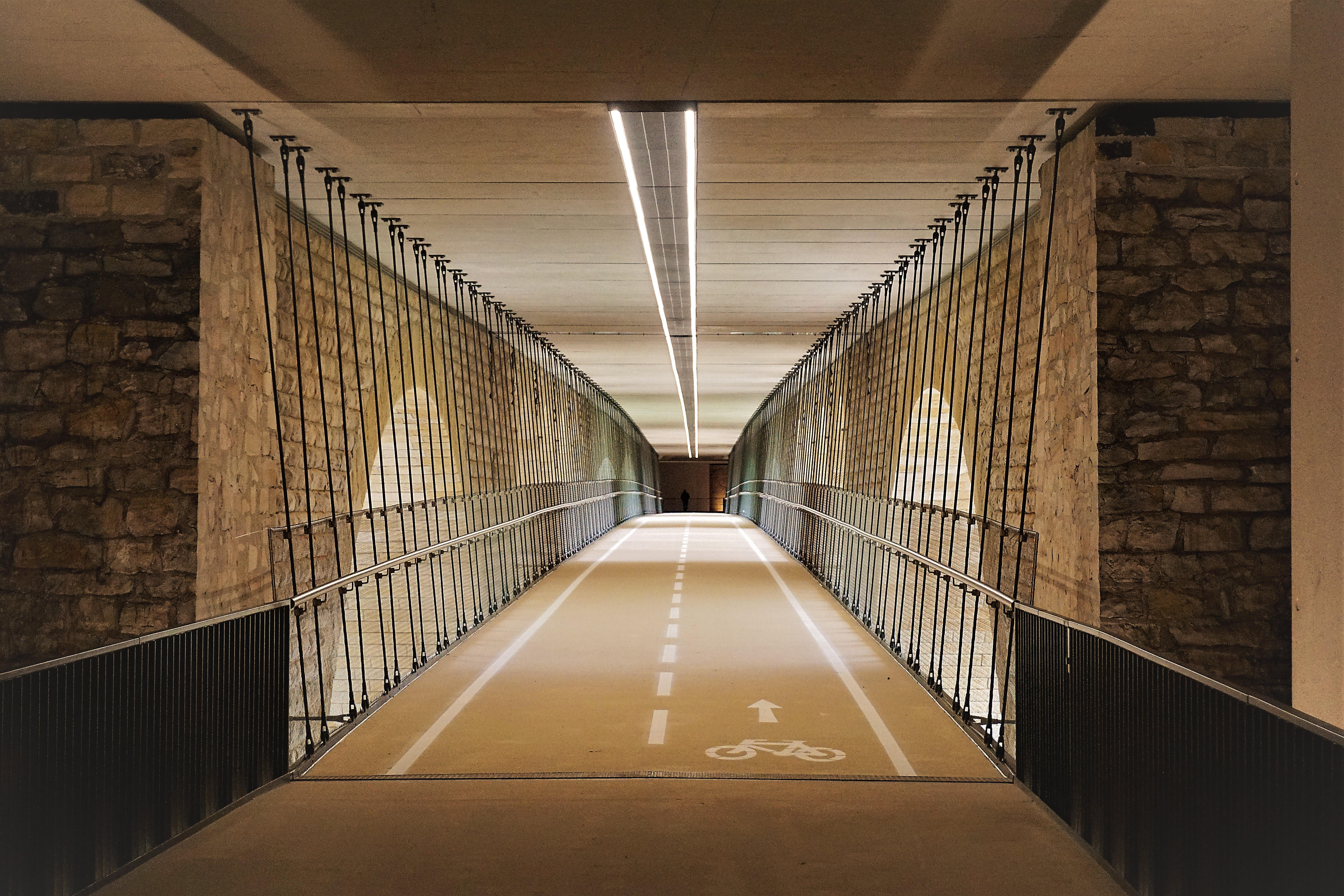
Radweg unterhalb der Fahrbahn

Im Rahmen einer Überholung in den Jahren 1960/61 wurde die Fahrbahn der Brücke verbreitert. Dazu wurde ihre Brückenplatte vollständig entfernt, der 6 m breite Zwischenraum zwischen den beiden Bögen mit Betonplatten überdeckt und darauf eine neue Stahlbetonplatte betoniert. 1976 erfolgten kleinere Reparaturmaßnahmen und eine Erneuerung des Fahrbahnbelags.
Bei Untersuchungen der Straßenbauverwaltung wurde in den 1990er Jahren festgestellt, dass zahlreiche Steinblöcke in den Brückenbögen Schäden aufwiesen, die sich auf die Trassenarbeiten in den 1960er-Jahren zurückführen lassen, da diese zu einer exzentrischen Belastung der Doppelbögen führten. Damit die Risse nicht größer werden, wurden im Herbst 2003 mehr als 200 Verankerungsstangen an den Bögen befestigt. Anfang 2005 brach eine solche Verankerungsstange, worauf Fußgängerwege unter der Brücke vorübergehend gesperrt wurden. Außerdem erwies sich die Abdichtung der Brücke gegen Tauwasser als ungenügend, was zu einer Durchfeuchtung großer Teile des Steinmauerwerkes mit Salzwasser geführt hatte.
Ende 2011 begannen die Vorarbeiten für eine grundlegende Sanierung der Brücke. Die Bauarbeiten sahen auch eine Verbreiterung der Brücke um 75 cm vor, um die Straßenbahnlinie vom Luxexpo-Gelände über den historischen Stadtkern zum Bahnhof von Luxemburg über die Brücke zu führen. Da die Sanierung die Entfernung der Brückenplatte und von Teilen des Oberbaus vorsah, begann im Dezember 2012 der Bau einer Behelfsbrücke, ca. 50 m westlich der Adolphe-Brücke. Diese hielt während der vierjährigen Sanierung den Verkehrsfluss der Hauptstadt aufrecht. Am 6. August 2013 begann die Errichtung der ersten Brückenpfeiler und -träger. Die Behelfsbrücke wurde am 12. April 2014 eröffnet. Die Gesamtkosten für die Behelfsbrücke wurden mit 23 Millionen Euro angegeben. Die Sanierungsarbeiten an der Adolphe-Brücke begannen am 19. Mai 2014 und wurden im März 2017 abgeschlossen, am 25. März 2017 erfolgte die erneute Freigabe für den Verkehr. Die Renovierung hat 63 Millionen Euro in Anspruch genommen. Es musste ein Gerüst aus 1050 Eisenstangen errichtet werden.
Im April 2015 wurde der Bau einer neuen Radverbindung entlang der Brücke bekannt gegeben. Der vier Meter breite und auch von Fußgängern nutzbare Radweg wird unterhalb der Fahrbahn und zwischen den Hauptbögen geführt, sodass sich seitlich ein Ausblick auf das Tal ergibt. Der Weg ist als Hängebrücke unter der bestehenden aufgehängt und wurde am 17. September 2017 eröffnet.